# 圣但尼迈松塞勒
圣但尼迈松塞勒（法語：Saint-Denis-Maisoncelles，法語發音：[sɛ̃ dəni mɛzɔ̃sɛl] ⓘ）是法国卡尔瓦多斯省的一个旧市镇，属于维尔区。2016年，圣但尼迈松塞勒与临近的19个市镇合并为新市镇苏勒夫尔昂博卡日。

## 地理
圣但尼迈松塞勒（48°58'54"N, 0°51'32"W）面积2.36 平方千米，位于法国诺曼底大区卡爾瓦多斯省，该省份为法国西北部沿海省份，北濒大西洋英吉利海峡，东北与滨海塞纳省以海上边界相接，东临厄尔省，南至奧恩省，西与芒什省接壤。
与圣但尼迈松塞勒接壤的市镇（或旧市镇、城区）包括：拉费里耶尔阿朗、圣马丹德伯萨斯、勒图讷尔。
圣但尼迈松塞勒的时区为UTC+01:00、UTC+02:00（夏令时）。

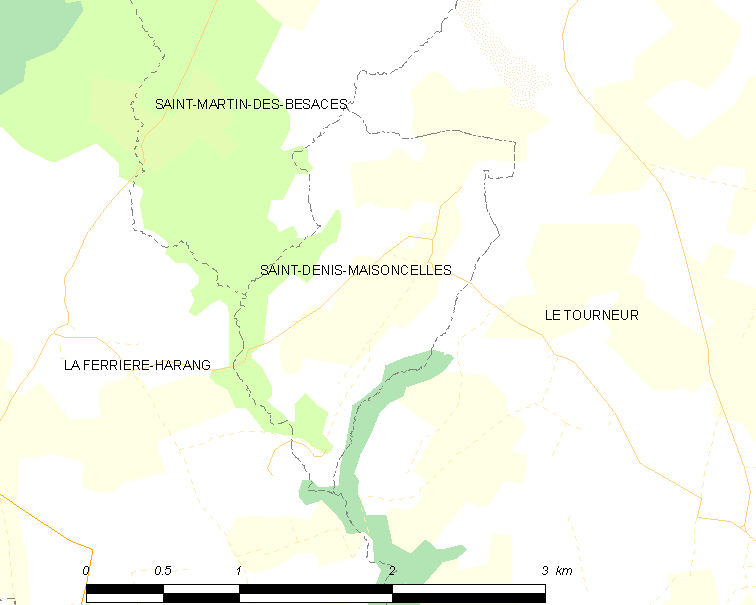
圣但尼迈松塞勒的OSM定位图

## 行政
圣但尼迈松塞勒的邮政编码为14350，INSEE市镇编码为14573。

## 政治
圣但尼迈松塞勒所属的省级选区为诺曼底地区孔代县。

## 人口

1962-2008年间圣但尼迈松塞勒人口变化图示

圣但尼迈松塞勒于2018年1月1日时的人口数量为107人。